# Чаншунь
Чаншу́нь (кит. упр. 长顺, пиньинь Chángshùn) — уезд Цяньнань-Буи-Мяоского автономного округа провинции Гуйчжоу (КНР).

## История
Во времена империи Мин в 1612 году была создана Гуаншуньская область (广顺州). Во времена империи Цин в 1726 году в её составе был создан Чанчжайский комиссариат (长寨厅). После Синьхайской революции в Китае была проведена реформа структуры административного деления, в ходе которой области и комиссариаты были упразднены, и поэтому в 1913 году эти административные единицы были преобразованы в уезды Чанчжай (长寨县) и Гуаншунь (广顺县).
В 1941 году уезды Чанчжай и Гуаншунь были объединены в уезд Чаншунь.
После вхождения этих мест в состав КНР в 1950 году был создан Специальный район Гуйян (贵阳专区), и уезд вошёл в его состав. В 1952 году власти Специального района Гуйян переехали в уезд Гуйдин, и Специальный район Гуйян был переименован в Специальный район Гуйдин (贵定专区).
В 1956 году Специальный район Гуйдин был расформирован, и уезд перешёл сначала в состав Специального района Аньшунь (安顺专区). Вскоре был создан Цяньнань-Буи-Мяоский автономный округ, и уезд был передан в его состав. В 1958 году к уезду Чаншунь была присоединена часть земель расформированного уезда Цзыюнь, но в 1961 году уезд Цзыюнь был воссоздан.

## Административное деление
Уезд делится на 1 уличный комитет, 5 посёлков и 1 волость.